# Катастрофа L-049 на озере Тахо
Катастрофа L-049 на озере Тахо — крупная авиационная катастрофа, произошедшая в воскресенье 1 марта 1964 года на берегу озера Тахо. Самолёт Lockheed L-049A Constellation авиакомпании Paradise Airlines выполнял пассажирский рейс из Сан-Хосе в Саут-Лейк-Тахо (оба в штате Калифорния), что на южном берегу озера, но при заходе на посадку в условиях метели пилоты приняли решение уходить на повторный заход. Однако будучи дезориентирован, экипаж отклонился в неверную сторону, а затем авиалайнер врезался в гору на берегу близ местности Зефир-Коув (штат Невада), при этом погибли 85 человек. Крупнейшая авиакатастрофа в штате Невада.

## Самолёт
Lockheed L-049A Constellation (заводское обозначение — Lockheed L-049-46 Constellation) с регистрационным номером N86504 (заводской — 2025) был выпущен заводом Nevada Airmotive (Лас-Вегас) примерно в конце 1945 — начале 1946 года, так как в 16 января 1946 года он поступил в американскую авиакомпанию Transcontinental & Western Air, которая в 1950 году была официально переименована в Trans World Airlines (TWA). 31 марта 1962 года авиалайнер вернулся на завод-изготовитель, а 7 июня 1963 года его приобрела американская авиакомпания Paradise Airlines. Общая наработка борта N86504 составляла 45 629 часов, в том числе 104 часа от последнего техобслуживания.
Как впоследствии было установлено, установленная на авиалайнере противообледенительная система не удовлетворяла требованиям по выполнению полётов в условиях обледенения. Вес и центровка на протяжении полёта из Сан-Хосе были в допустимых пределах.

## Экипаж
- Командир воздушного судна — 45-летний Генри Норрис (англ. Henry Norris). В Paradise Airlines с 13 ноября 1963 года, имел квалификацию пилота самолётов Douglas DC-3, DC-4, DC-6, DC-7, Curtiss-Wright C-46 Commando, Lockheed 18 и Lockheed Constellation. Также имел квалификации бортинженера и полётного диспетчера (по обязанностям схож со штурманом); шеф-пилот авиакомпании Paradise Airlines. Имел общий налёт 15 391 час, в том числе 3266 часов на Lockheed Constellation и 1414 часов полётов по приборам. Налёт за последние 3 месяца — 113 часов. В аэропорт Тахо-Валлей летал раз десять, последний из которых был за день до катастрофы[4][5].
- Второй пилот — 28-летний Дональд Э. Уотсон (англ. Donald A. Watson). В Paradise Airlines с 29 марта 1963 года, имел квалификацию пилота одно- и многомоторных самолётов, включая Lockheed Constellation. Общий налёт 3553 часа, в том числе 1533 часа на Lockheed Constellation и 149 часов полётов по приборам. Налёт за последние 3 месяца — 182 часа. В аэропорт Тахо-Валлей летал сотню раз и достаточно хорошо знал местность в этом районе[5].
- Бортинженер — Джек К. Уортли (англ. Jack C. Worthley). В Paradise Airlines с 4 октября 1963 года; общий налёт 3700 часов, в том числе 912 часов на Lockheed Constellation. Налёт за последние 3 месяца — 161 час[5].
- Стюардесса — 29 летняя Винетт Э. Макдауэлл (англ. Wynette A. McDowell). В Paradise Airlines с 26 июня 1963 года[5].

## Катастрофа
Самолёт выполнял внутренний пассажирский рейс PD-901A по маршруту Окленд — Салинас — Сан-Хосе — Саут-Лейк-Тахо (все в штате Калифорния). При подготовке плана полёта в компании были вынуждены указать визуальный заход на посадку в аэропорту Тахо-Валлей (Саут-Лейк-Тахо), так как план с заходом по приводам не был утверждён. Также погодное бюро США прогнозировало в районе озера Тахо сложные погодные условия, но диспетчеры авиакомпании на основании имеющихся у них данных и собственной оценке прогнозировали, что погода в районе аэропорта назначения будет всё же благоприятной. В 08:43 рейс 901A вылетел из Окленда и в 09:11 приземлился в Салинасе. Салинас был покинут в 09:27, а в 09:46 была выполнена посадка в Сан-Хосе. Здесь с самолёта сошла часть пассажиров, а вместо них сели новые. Всего на борту находился 81 пассажир, из которых 18 сели в Салинасе, а 63 в Сан-Хосе, а также 4 члена экипажа. В 10:40 авиалайнер вылетел из Сан-Хосе в Саут-Лейк-Тахо по правилам визуальных полётов; расчётное время посадки — 11:29. Вскоре экипаж запросил и получил разрешение на полёт по приборам на эшелоне 110 (11 000 футов или 3,35 км) по воздушному коридору «Виктор 6 Южный» до Сакраменто, а затем по «Виктор 6» до радиомаяка озера Тахо. В 10:57 экипаж связался с рейсом 802, который возвращался из аэропорта Тахо-Валлей и спросил о погоде в районе Тахо. Командир встречного самолёта передал, что на эшелоне 120 (3,66 км) наблюдается обледенение, на озере снегопад, а горная цепь, окружающая озеро, закрыта облаками. Тогда экипаж рейса 901A запросил и получил у диспетчера разрешение подняться сперва до эшелона 130 (3,96 км), а через 9 минут — уже до 150 (4,57 км).
В 11:14, когда самолёт находился примерно в 25 милях юго-западнее радиомаяка Тахо, его засветка из-за сложных погодных условий пропала с экрана радиолокатора в диспетчерском центре управления воздушным движения в Окленде. Ещё через 4 минуты диспетчер в Окленде дал указание рейсу 901A после прохода радиомаяка озера Тахо сохранять курс на юго-запад и ждать дальнейших указаний в 11:31. С самолёта подтвердили получение информации и доложили о прохождении радиомаяка на эшелоне 150. Далее экипаж связался с диспетчером авиакомпании и посетовал, что они ещё на эшелоне и следуют к южному берегу озера, так как им сообщили о некоторых сложностях. Также было запрошено разрешение на выполнение захода по приводам, если они будут вынуждены вернуться к радиомаяку Тахо, но в 11:21 экипаж отменил решение о таком заходе, заявив, что наблюдает южный берег. Следующий радиообмен рейса 901A с диспетчером состоялся в 11:27, в ходе которого последний передал экипажу информацию о погоде в аэропорту Тахо-Валлей за 11:00: сплошная облачность с примерной нижней границей 2000 футов (600 метров), видимость 3 мили (5,5 км), снег, температура воздуха 32° F (0° C), ветер 10 узлов (5 м/с), настройка высотомера 29.97. Однако многие свидетели, включая экипажи других самолётов, указывали, что из-за метели фактическая видимость в районе аэропорта составляла от 300 до 700 футов (от 90 до 215 метров), а ветер достигал 30 узлов (15 м/с). В 11:29 диспетчер услышал радиосигнал, но не смог установить связь. Это было последнее радиосообщение с рейса 901A.
Согласно показаниям ряда свидетелей, в промежутке между 11:00 и 11:30 они видели, либо слышали самолёт Constellation, который попытался в условиях метели приземлиться в аэропорту Тахо-Валлей, но прервал заход, после чего севернее аэропорта выполнил разворот по часовой стрелке на северо-западный курс, и затем исчез в снегопаде. В 07:36 следующего дня поисковый вертолёт американских ВВС обнаружил место падения самолёта примерно в 9 милях (17 км) северо-восточнее аэропорта на заснеженном склоне прилегающего горного хребта высотой 2,7 км. В 11:29 летящий на высоте 8675 футов (2644 метра) над уровнем моря авиалайнер врезался в покрытый лесом склон горы Генуя (англ. Genoa Peak) (высота 9150 футов или 2789 метров) и полностью разрушился. Катастрофа произошла на территории соседнего штата Невада близ поселения Зефир-Коув. Все 85 человек на борту погибли, что делает данную авиакатастрофу крупнейшей в штате Невада (часто ошибочно указывают местом катастрофы штат Калифорния) и в истории самолётов модели Lockheed L-049 Constellation.

## Расследование
Проверка записей по техническому состоянию самолёта выявила, что в период с 14 июня 1963 года по 29 февраля 1964 года было сделано 11 замечаний по работе системы феррозондового (индукционного) компаса. А за день до катастрофы появилась и запись о расхождении показания между левым и правым высотомерами. Кроме того, в ходе опросов экипажи сообщили, что они не всегда записывают в журнал обнаруженные в полёте замечания. В ночь перед катастрофой технический персонал выполнил ремонт обоих высотомеров, а также феррозондового компаса № 2, после в журнале по техобслуживанию были поставлены подписи об этом. Но как удалось выяснить в ходе расследования, техник, который занимался компасом, впервые обслуживал датчик такого типа, но не стал сперва ознакомляться с технической документацией. Также не проводилась проверка показаний прибора после повторной его установки на место. Ремонт компаса проводился из-за того, что за день до катастрофы была отмечена его ненадёжная работа при выполнении поворотов. Что до высотомеров, то на приборе со стороны командира наблюдались залипание показаний, а прибор со стороны второго пилота при стоянке на земле показывал высоту на 100 футов (30 метров) ниже. Высотомеры сняли, проверили на испытательном стенде и отрегулировали. При этом механик, который делал такую работу, забыл закрепить винт регулирования шкалы барометрического давления, когда настраивал высотомер со стороны командира. Оба высотомера на самолёт ставил радиотехник, который делал это впервые, и не стал проверять после установки давление, а также утечки из системы Пито, как это указано в руководстве по техническому обслуживанию.

## Причины
По мнению комиссии, катастрофа была вызвана сочетанием ряда факторов. Прежде всего, экипаж получил неверный прогноз о погоде в районе аэропорта назначения, но когда столкнулся с погодными условиями, которые резко отличались от прогноза, то принял решение не ожидать прояснения в зоне аэропорта и не уходить на второй круг, а стал всё же выполнять заход на посадку, при этом не интересуясь у диспетчера аэропорта о фактической погоде. Противообледенительная система при этом не включалась. Затем из-за сложных метеоусловий пилоты не смогли найти аэропорт и начали уходить на второй круг, для чего повернули на восток и поднялись до высоты 9000 футов (2740 метров). При этом экипаж на данном этапе не мог выполнять визуальный полёт и перешёл на полёт по приборам. Но так как ранее в полёте не были замечены отклонения в работе феррозондовых компасов и высотомеров, то самолёт на самом деле направился на северо-восток в сторону высоких гор, да ещё и на меньшей высоте.
В заключении комиссии причиной катастрофы была названа ошибка экипажа, который нарушил процедуры, установленный для выполнения визуальных полётов, и начал выполнять заход на посадку в неблагоприятных погодных условиях. Это затем привело к уходу на второй круг, а с учётом неверных показаний приборов ещё и к дезориентации экипажа на местности, при этом не была соблюдена минимальная высота для выполнения полётов среди гор.